# Ритмайстер, Джон
Джон Карл Фридрих Ритмайстер (нем. John Karl Friedrich Rittmeister; 21 августа 1898, Гамбург, Германия — 13 мая 1943, Берлин, Германия) — врач-психоаналитик, немецкий учёный, советский разведчик, антифашист, член движения Сопротивления во время Второй мировой войны, создатель «Группы Ритмайстера», член организации «Красная капелла».

## Биография
Джон Карл Фридрих Ритмайстер родился 21 августа 1898 года в Гамбурге, в Германской империи. Он был старшим сыном в обеспеченной семье. В 1917 году после окончания школы его призвали на военную службу. Служил связистом на фронтах во Франции и Италии. В 1919 году поступил в университет Магдебурга, затем обучался в Геттингене, Киле, Гамбурге и Мюнхене. В университете Мюнхена с 1926 по 1929 год изучал медицину, занимаясь исследованием психиатрическо-неврологических заболеваний. В 1929 году завершил обучение.
Трудился волонтером, как научный сотрудник в знаменитой психиатрической клинике Бургхёльцли в Цюрихе, где вошёл в кружок Юнга и посещал марксистские кружки, занимаясь организацией помощи политическим эмигрантам из Германии. В 1937 году также волонтером трудился в больнице Мюнзингена, где работал с Альфредом Шторхом. После обвинения в «коммунистической деятельности» ему было отказано в продлении вида на жительство в Швейцарии.
В 1938 году поступил врачом на работу к Генриху Шульте в психиатрическую клинику Вальдхаус в Берлин-Николасе. С началом Второй мировой войны клиника перешла в ведение Немецкого института психологических исследований и психотерапии под руководством Маттиаса Генриха Гёринга, где Джон трудился вместе с Вернером Кемпером, занимаясь не только исследованиями, но оказывая помощь евреям и интернированным иностранным рабочим.
В Берлине он познакомился с медсестрой Евой Книпер, на которой женился в 1939 году. Супруги работали в Высшей вечерней школе в Шенеберге, где помогали готовиться ученикам к получению аттестата зрелости. Здесь они познакомились с Урсулой Гётце, Лианой Берковиц, Фрицем Тилем и Фридрихом Рехмером. В этих учениках Джон нашёл людей, разделявших его антинацистские убеждения. Они образовали группу единомышленников, к которой позднее присоединился друг детства Джона, романист Вернер Краусс.
В конце 1941 года он познакомился с Харро Шульце-Бойзеном, чьи взгляды совпадали с его по всем существенным позициям. Вместе они написали программную статью Die Sorge um Deutschlands Zukunft geht durch das Land («Беспокойство о будущем Германии идет по всей стране»), в которой подвергли тщательному анализу политическую и военную ситуацию в стране. Статья была рассчитана в основном на академические круги. В акции направленной на подрыв антисоветской выставки в Берлине «Советский рай» Джон лично не участвовал, хотя в ней и участвовала вся его группа, включая жену.

### Арест и казнь
27 сентября 1942 года он был арестован гестапо в числе других членов организации «Красная капелла». 12 февраля 1943 года Имперский военный трибунал признал его виновным в государственной измене и приговорил к высшей мере наказания. 13 мая 1943 года Джон Ритмайстер был обезглавлен в тюрьме Плёцензее в Берлине. Могила Джона Ритмайстера находится на Нинштедтенском кладбище в Гамбурге.

## Сочинения
- Hier brennt doch die Welt": Aufzeichnungen aus den Gefängnis und andere Schriften. Hrsg. von Christine Teller. Gütersloh 1991